# Segunda División B de Venezuela 2010-11
La Temporada 2010-11 del Fútbol profesional Venezolano de la Segunda División B de Venezuela se inició el 22 de agosto de 2010 con la participación de 18 equipos.

## Sistema de competición
Se disputarán el Torneo Apertura y el Torneo Clausura. Los equipos estarán divididos en tres 3 grupos de acuerdo a la proximidad geográfica (Oriental, Central y Occidental). Los ganadores de cada grupo disputarán una Serie Final cuyo ganador clasifica a la Segunda División de Venezuela. El Torneo Clausura presenta un formato similar, los ganadores de cada grupo avanzan a una fase final para decidir el campeón del torneo. Los 2 últimos de cada grupo acumulado del torneo apertura y del torneo clausura descienden a la Tercera División de Venezuela.
Los ganadores de las series finales de los torneos Apertura 2009 y Clausura 2010 disputarán la estrella de la categoría a doble partido, a finales de mayo del 2011.

## Cambios de la 2009/10

### Intercambios entre la Segunda División A y la Segunda División B
Ascienden a la Segunda División:
- Lotería del Táchira FC, como campeón
- Minasoro FC
- Unión Atlético Aragua

Descienden a la Segunda División B:
- Hermandad Gallega FC
- Atlético Nacional de Puerto La Cruz

### Intercambios entre la Segunda División B y la Tercera División
Descienden a la Tercera División:
- UCV Aragua
- Atlético Córdoba
- Minervén Fútbol Club
- Orinoco FC
- Pellicano FC
- Unión Atlético Lagunillas

Ascienden a la Segunda División B:
- Aragua FC B (campeón)
- Deportivo Táchira B (subcampeón)

### Otros cambios
- El Atlético Nacional de Puerto La Cruz se convierte en filial del Deportivo Anzoátegui , Deportivo Anzoátegui B
- Son invitados a jugar la división para poder completar los 18 equipos: Deportivo Madeirense, Deportivo Peñarol FC, Club Atlético López Hernández, Deportivo Apure FC, Arroceros de Calabozo FC, SC Guaraní, Deportivo Lara "B", Omega FC, Unión Atlético Falcón y LUZ FC (este último se convirtió en filial del Unión Atlético Maracaibo), Unión Atlético Maracaibo B
- El equipo Marineros de Margarita desiste de participar, y su cupo lo toma el Pellicano FC

## Equipos participantes
Los equipos participantes en la Temporada 2009/10 de la Segunda División B del Fútbol Venezolano son los siguientes:
| Grupo Oriental: - Deportivo Anzoátegui B, de Puerto La Cruz (1) - Monagas SC B, de Maturín - Deportivo Madeirense, de Caracas - Deportivo Peñarol FC, de Caracas - C.A.L.H, de Caracas (2) - Pellicano FC, de Maiquetía |  | Grupo Central: - Deportivo Apure FC, de San Fernando de Apure - Arroceros de Calabozo, de Calabozo - Hermandad Gallega FC, de Valencia - Atlético Cojedes, de San Carlos - La Victoria FC, de La Victoria - Sport Club Guaraní, de Valencia |  | Grupo Occidental: - Unión Atlético Maracaibo B, de Maracaibo (3) - Deportivo Táchira B, de San Cristóbal - Academia Emeritense FC, de Mérida - Deportivo Lara "B", de Cabudare - Omega FC, de Valera - Unión Atlético Falcón, De Coro |

## Torneo Apertura
El Torneo Apertura 2010 fue el primer torneo de la Temporada 2010/11 en la Segunda División B de Venezuela.
A continuación la clasificación de la ronda regular y la Tabla cruzada de resultados, aquí las filas corresponden a los juegos de local mientras que las columnas corresponden a los juegos de visitante de cada uno de los equipos. En cuanto a los resultados: el azul corresponden a victoria del equipo local, el rojo a la victoria visitante y el amarillo al empate.
Leyenda: J (Juegos), G (Ganados), E (Empatados), P (Perdidos), GF (Goles a Favor), GC (Goles en Contra), PTS (Puntos), DG (Diferencia de Goles).

### Grupo Central
|   | Equipo                | J  | G | E | P | GF | GC | DG | PTS |
| - | --------------------- | -- | - | - | - | -- | -- | -- | --- |
| 1 | Arroceros de Calabozo | 10 | 6 | 1 | 3 | 20 | 13 | +7 | 19  |
| 2 | Deportivo Apure       | 10 | 6 | 1 | 3 | 19 | 13 | +6 | 19  |
| 3 | Sport Club Guaraní    | 10 | 3 | 5 | 2 | 8  | 6  | +2 | 14  |
| 4 | Atlético Cojedes      | 10 | 4 | 1 | 5 | 13 | 16 | -3 | 13  |
| 5 | La Victoria FC        | 10 | 3 | 2 | 5 | 12 | 15 | -3 | 11  |
| 6 | Hermandad Gallega FC  | 10 | 2 | 2 | 6 | 7  | 16 | -9 | 8   |

| Apertura 2010         | ACO | ARR | DAP | HG  | LV  | GUA |
| Atlético Cojedes      |     | 1-0 | 2-5 | 1-0 | 3-0 | 1-1 |
| Arroceros de Calabozo | 2-1 |     | 1-2 | 5-0 | 3-2 | 0-0 |
| Deportivo Apure       | 2-1 | 2-3 |     | 2-0 | 2-0 | 0-0 |
| Hermandad Gallega FC  | 1-3 | 1-2 | 3-1 |     | 1-0 | 0-0 |
| La Victoria FC        | 3-0 | 2-3 | 2-1 | 1-1 |     | 1-1 |
| Sport Club Guaraní    | 2-0 | 2-1 | 1-2 | 1-0 | 0-1 |     |

### Grupo Occidental
|   | Equipo                 | J  | G | E | P | GF | GC | PTS | DG  |
| - | ---------------------- | -- | - | - | - | -- | -- | --- | --- |
| 1 | Deportivo Lara "B"     | 10 | 8 | 2 | 0 | 33 | 10 | 26  | +23 |
| 2 | Deportivo Táchira B    | 10 | 7 | 1 | 2 | 24 | 19 | 22  | +5  |
| 3 | UA Maracaibo B         | 10 | 5 | 1 | 4 | 17 | 14 | 16  | +3  |
| 4 | Omega FC               | 10 | 3 | 0 | 7 | 15 | 18 | 9   | -3  |
| 5 | Academia Emeritense FC | 10 | 2 | 3 | 5 | 17 | 26 | '9  | -9  |
| 6 | Unión Atlético Falcón  | 10 | 1 | 1 | 8 | 9  | 28 | 4   | -19 |

| Apertura 2010          | AEM | CDL | TAC | OME | UAM | UAF |
| Academia Emeritense FC |     | 0-3 | 0-1 | 2-0 | 3-3 | 5-0 |
| Deportivo Lara "B"     | 2-2 |     | 7-0 | 4-1 | 4-2 | 4-2 |
| Dep. Táchira B         | 8-3 | 2-2 |     | 3-2 | 2-1 | 5-2 |
| Omega FC               | 5-1 | 1-2 | 0-1 |     | 0-2 | 1-3 |
| UA Maracaibo B         | 3-0 | 0-1 | 2-1 | 0-2 |     | 1-0 |
| UA Falcón              | 1-1 | 0-4 | 0-1 | 0-3 | 1-3 |     |

### Grupo Oriental
|   | Equipo                 | J  | G | E | P | GF | GC | PTS | DG |
| - | ---------------------- | -- | - | - | - | -- | -- | --- | -- |
| 1 | Deportivo Anzoátegui B | 10 | 5 | 3 | 2 | 13 | 6  | 18  | +7 |
| 2 | Monagas SC B           | 10 | 4 | 4 | 2 | 14 | 7  | 16  | +7 |
| 3 | Deportivo Peñarol FC   | 10 | 2 | 5 | 3 | 11 | 11 | 11  | 0  |
| 4 | Deportivo Madeirense   | 10 | 2 | 5 | 3 | 9  | 11 | 11  | -2 |
| 5 | CA López Hernández     | 10 | 2 | 4 | 4 | 12 | 18 | 10  | -6 |
| 6 | Pellicano FC           | 10 | 1 | 5 | 4 | 7  | 14 | 8   | -7 |

| Apertura 2010          | CALH | ANZ | MAD | PEÑ | PEL | MON |
| CA López Hernández     |      | 3-0 | 2-2 | 2-2 | 1-1 | 2-4 |
| Deportivo Anzoátegui B | 3-0  |     | 0-2 | 0-0 | 4-0 | 1-0 |
| Deportivo Madeirense   | 1-1  | 0-2 |     | 1-3 | 1-1 | 0-0 |
| Deportivo Peñarol FC   | 0-1  | 1-1 | 1-2 |     | 2-1 | 1-2 |
| Pellicano FC           | 2-0  | 0-0 | 1-0 | 1-1 |     | 0-3 |
| Monagas SC B           | 4-0  | 0-2 | 0-0 | 0-0 | 1-1 |     |

## Serie Final Torneo Apertura 2010
La serie final se disputó entre los tres equipos ganadores de la fase de grupos, en una "triangular". Cada equipo recibió a un rival y visitó al otro. El ganador del triangular se adjudicó el Torneo Apertura, el primer boleto para la Segunda División de Venezuela y para la final de la Segunda División B Venezolana 2010/11.

| 6 de noviembre de 2010 | Deportivo Anzoátegui B | 1:0 | Arroceros de Calabozo | José Antonio Anzoátegui, Puerto La Cruz                                  |                                                                          |
|                        | Gelmin Rivas 19'       |     |                       | Asistencia: 160 espectadores Árbitro(s): Marco Suárez (Distrito Capital) | Asistencia: 160 espectadores Árbitro(s): Marco Suárez (Distrito Capital) |

| 14 de noviembre de 2010 | Arroceros de Calabozo                       | 2:1 | Deportivo Lara "B" | Polideportivo Calabozo, Calabozo                                              |                                                                               |
|                         | Néstor Barrios 50' · Carlos de la Cueva 71' |     | Johan Marín 76'    | Asistencia: 2.300 espectadores Árbitro(s): Guillermo Cerda (Distrito Capital) | Asistencia: 2.300 espectadores Árbitro(s): Guillermo Cerda (Distrito Capital) |

| 20 de noviembre de 2010                                             | Deportivo Lara "B"                                          | 3:3 | Deportivo Anzoátegui B                                          | Farid Richa, Barquisimeto                                         |                                                                   |
|                                                                     | Johan Marín 35' · Johan Arriechis 55' · Anderson Orozco 81' |     | Eduardo Labastidas 19' · Nelson Hernández 50' · Juan García 71' | Asistencia: 100 espectadores Árbitro(s): Víctor Torres (Trujillo) | Asistencia: 100 espectadores Árbitro(s): Víctor Torres (Trujillo) |
| Deportivo Anzoátegui "B" se corona campeón del Torneo Apertura 2010 |                                                             |     |                                                                 |                                                                   |                                                                   |

|   | Equipo                 | J | G | E | P | GF | GC | PTS | DG |
| - | ---------------------- | - | - | - | - | -- | -- | --- | -- |
| 1 | Deportivo Anzoátegui B | 2 | 1 | 1 | 0 | 5  | 4  | 4   | +1 |
| 2 | Arroceros de Calabozo  | 2 | 1 | 0 | 1 | 2  | 2  | 3   | 0  |
| 3 | Deportivo Lara "B"     | 2 | 0 | 1 | 1 | 3  | 4  | 1   | -1 |

### Goleadores Torneo Apertura 2010
- Johan Arrieche, Deportivo Lara "B", 9 goles
- José Salazar, Arroceros de Calabozo, 6 goles
- Luis Sierra, Academia Emeritense, 6 goles

## Torneo Clausura
El Torneo Clausura 2011 fue  el segundo torneo de la Temporada 2010/11 en la Segunda División B de Venezuela.

Los equipos Deportivo Apure y Unión Atlético Maracaibo B desistieron de participar en este torneo.
A continuación la clasificación de la ronda regular y la Tabla cruzada de resultados. 

Las filas corresponden a los juegos de local mientras que las columnas corresponden a los juegos de visitante de cada uno de los equipos. En cuanto a los resultados: el azul corresponden a victoria del equipo local, el rojo a la victoria visitante y el amarillo al empate.
Leyenda: J (Juegos), G (Ganados), E (Empatados), P (Perdidos), GF (Goles a Favor), GC (Goles en Contra), PTS (Puntos), DG (Diferencia de Goles).

### Grupo Central
|   | Equipo                | J | G | E | P | GF | GC | DG  | PTS |
| - | --------------------- | - | - | - | - | -- | -- | --- | --- |
| 1 | Sport Club Guaraní    | 8 | 5 | 3 | 0 | 17 | 9  | +8  | 18  |
| 1 | Arroceros de Calabozo | 8 | 4 | 4 | 0 | 23 | 5  | +19 | 16  |
| 4 | La Victoria FC        | 8 | 2 | 3 | 3 | 6  | 16 | -10 | 9   |
| 3 | Atlético Cojedes      | 8 | 2 | 2 | 4 | 10 | 14 | -4  | 8   |
| 5 | Hermandad Gallega FC  | 8 | 0 | 2 | 6 | 4  | 16 | -12 | 2   |

| Clausura 2011         | ACO | ARR | HGA | LVI  | GUA |
| Atlético Cojedes      |     | 1-1 | 3-0 | 0-1  | 1-4 |
| Arroceros de Calabozo | 5-1 |     | 0-1 | 11-1 | 1-1 |
| Hermandad Gallega     | 0-3 | 0-1 |     | 0-1  | 2-3 |
| La Victoria FC        | 0-0 | 1-1 | 0-0 |      | 2-3 |
| Sport Club Guaraní    | 3-1 | 0-0 | 2-2 | 1-0  |     |

### Grupo Occidental
|   | Equipo                 | J | G | E | P | GF | GC | PTS | DG  |
| - | ---------------------- | - | - | - | - | -- | -- | --- | --- |
| 1 | Deportivo Táchira B    | 8 | 4 | 3 | 1 | 18 | 10 | 15  | +8  |
| 2 | Unión Atlético Falcón  | 8 | 5 | 0 | 3 | 16 | 17 | 15  | -1  |
| 3 | Deportivo Lara "B"     | 8 | 3 | 4 | 1 | 17 | 8  | 13  | +9  |
| 4 | Academia Emeritense FC | 8 | 2 | 4 | 2 | 14 | 16 | 10  | -2  |
| 5 | Omega FC               | 8 | 0 | 1 | 7 | 9  | 23 | 1   | -14 |

| Clausura 2011       | AEM | CDL | TAC | OME | UAF |
| Academia Emeritense |     | 2-2 | 3-3 | 2-1 | 2-1 |
| Deportivo Lara "B"  | 3-3 |     | 0-0 | 4-0 | 4-1 |
| Dep. Táchira B      | 3-0 | 0-0 |     | 2-1 | 4-2 |
| Omega FC            | 1-1 | 0-3 | 2-5 |     | 2-5 |
| UA Falcón           | 2-1 | 2-1 | 2-1 | 3-2 |     |

### Grupo Oriental
|   | Equipo                 | J  | G | E | P | GF | GC | PTS | DG |
| - | ---------------------- | -- | - | - | - | -- | -- | --- | -- |
| 1 | Deportivo Anzoátegui B | 10 | 6 | 2 | 2 | 19 | 11 | 20  | +8 |
| 2 | Monagas SC B           | 10 | 5 | 2 | 3 | 20 | 12 | 17  | +8 |
| 3 | CA López Hernández     | 10 | 5 | 2 | 3 | 18 | 17 | 17  | +1 |
| 4 | Pellicano FC           | 10 | 4 | 2 | 4 | 13 | 15 | 14  | -2 |
| 5 | Deportivo Madeirense   | 10 | 2 | 2 | 6 | 15 | 22 | 8   | -7 |
| 6 | Deportivo Peñarol FC   | 10 | 2 | 2 | 6 | 6  | 14 | 8   | -8 |

| Clausura 2011          | CALH | ANZ | MAD | PEÑ | PEL | MON |
| CA López Hernández     |      | 0-3 | 2-1 | 2-1 | 3-1 | 2-1 |
| Deportivo Anzoátegui B | 3-2  |     | 2-2 | 0-1 | 3-1 | 0-1 |
| Deportivo Madeirense   | 6-3  | 2-3 |     | 1-1 | 0-1 | 0-4 |
| Deportivo Peñarol FC   | 0-0  | 0-2 | 0-2 |     | 1-2 | 2-0 |
| Pellicano FC           | 1-1  | 1-2 | 2-0 | 1-0 |     | 1-1 |
| Monagas SC B           | 0-3  | 1-1 | 4-1 | 4-0 | 4-2 |     |

## Serie Final Torneo Clausura 2011
La serie final se disputó entre los tres equipos ganadores de la fase de grupos, en una "triángular". Cada equipo recibió a un rival y visitó al otro. El ganador del triangular se adjudicó el Torneo Clausura, el segundo boleto para la Segunda División de Venezuela y para la final de la Segunda División B Venezolana 2010/11.

| 7 de mayo de 2011 | Deportivo Anzoátegui B | 0:0 | SC Guaraní | José Antonio Anzoátegui, Puerto La Cruz |  |

| 14 de mayo de 2011 | SC Guaraní | 3:0 | Deportivo Táchira B |  |  |

| 21 de mayo de 2011                                    | Deportivo Táchira B | 0:0 | Deportivo Anzoátegui B |  |  |
| SC Guaraní se corona campeón del Torneo Clausura 2011 |                     |     |                        |  |  |

|   | Equipo                 | J | G | E | P | GF | GC | PTS | DG |
| - | ---------------------- | - | - | - | - | -- | -- | --- | -- |
| 1 | Sport Club Guaraní     | 2 | 1 | 1 | 0 | 3  | 0  | 4   | +3 |
| 2 | Deportivo Anzoátegui B | 2 | 0 | 2 | 0 | 0  | 0  | 2   | 0  |
| 3 | Deportivo Táchira B    | 2 | 0 | 1 | 1 | 0  | 3  | 1   | -3 |

### Goleadores Torneo Clausura 2011
- José Salázar, Arroceros de Calabozo, 6 goles
- José Colmenares, Deportivo Táchira B, 5 goles
- Maikel Bolaños, Unión Atlético Falcón, 5 goles

## Tabla Acumulada
La tabla acumulada define los equipos que descienden a la Tercera División para la temporada 2011-12. Los dos últimos de cada grupo fueron los condenados.
Leyenda: J (Juegos), G (Ganados), E (Empatados), P (Perdidos), GF (Goles a Favor), GC (Goles en Contra), PTS (Puntos), DG (Diferencia de Goles).